# بالاخره یکشنبه
بالاخره یکشنبه (به فرانسوی: Vivement dimanche!)  با نام بین‌المللی محرمانه ارادتمند شما (به انگلیسی: Confidentially Yours) فیلمی فرانسوی ساخته سال ۱۹۸۳ میلادی به کارگردانی فرانسوا تروفو است که بر اساس رمان شب یکشنبه طولانی (به انگلیسی: The Long Saturday Night) به نویسندگی نویسنده آمریکایی چارلز ویلیامز است.

## داستان
جولیان ورسل، فروشنده املاک است که مظنون به قتل همسر و معشوقش می‌شود. در حالی که ورسل در دفتر خود مخفی است، دوست وی باربارا بکر در مورد این قتل‌های مشکوک تحقیق می‌کند. این آخرین فیلم تروفو بود. وی سال بعد در سن ۵۲ سالگی بعلت تومور مغزی درگذشت، این فیلم در فرانسه ۱٬۱۷۶٬۴۲۵ بیننده داشت و سی و نهمین فیلم پرفروش سال بود.